# Sušak, Rijeka
Sušak (italienska: Sussak) är idag en stadsdel i staden Rijeka i nordvästra Kroatien. Stadsdelen har tidigare haft stadsstatus (1924–1948) men utgör idag Rijekas östra del. 

## Historia
I samband med det fascistiska Italiens annektering av fristaten Fiume 1924 kom Rijeka väster om floden Rječina att tillhöra Italien medan delen öster om floden, det vill säga Sušak, kom att tillhöra Serbernas, kroaternas och slovenernas kungarike. I Serbernas, kroaternas och slovenernas kungarike uppbar Sušak stadsstatus. Först några år efter andra världskrigets slut, den 12 februari 1948, sammanfördes Sušak åter med Rijeka i en administrativ enhet.

## Kända personligheter från Sušak
- Lovro von Matačić, dirigent